# Scytodes trifoliata
Scytodes trifoliata är en spindelart som beskrevs av Lawrence 1938. Scytodes trifoliata ingår i släktet Scytodes och familjen spottspindlar. Inga underarter finns listade i Catalogue of Life.